# لاورو زافالا
miniaturadeimagen
لاورو زافالا (بالإسبانية: Lauro Zavala) هو فيلسوف وكاتب مكسيكي، ولد في 30 ديسمبر 1954.